# Movimento de Libertação dos Sem Terra
O Movimento de Libertação dos Sem Terra (MLST) é um  movimento político-social brasileiro criado em 1994 que busca a reforma agrária.
É tido como uma dissidência do Movimento dos Trabalhadores Rurais Sem Terra.

## A ocupação do Congresso Nacional

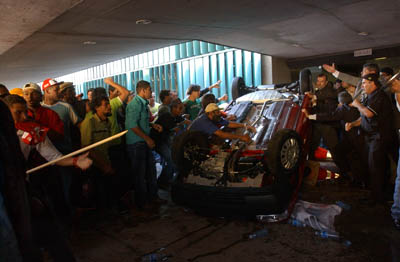
Cerca de 200 integrantes do MLST invadiram a Câmara dos Deputados.

No dia 6 de junho de 2006 cerca de 500 integrantes do movimento ocuparam a Câmara dos Deputados e promoveram um quebra-quebra, que resultou em janelas, portas, aparelhos de Raio-X e mesas destruídas, assim como uma estátua do ex-governador Mário Covas derrubada e arremessada. Os integrantes do movimento também viraram um automóvel, que seria sorteado e estava no saguão da Câmara. Durante o episódio 24 pessoas ficaram feridas.
Presos inicialmente pela segurança do Congresso, mais de quinhentos integrantes do movimento foram conduzidos para um presídio da capital brasileira. Suas lideranças declararam, então, que o ocorrido fora uma reação a ataques dos vigilantes do parlamento e que não havia sido premeditada.
Por instâncias da própria polícia, cerca de 500 integrantes foram soltos, permanecendo encarcerados mais de quarenta indivíduos, cuja participação no ataque ao Congresso estaria embasada em provas robustas. As acusações variam, além das decorrentes da destruição do patrimônio público, à formação de quadrilha e tentativa de homicídio.
Em 11 de março de 2009, o Tribunal de Contas da União determinou o bloqueio dos bens de Bruno Maranhão e a aplicação de multas aos dirigentes do INCRA pelo repasse irregular de 5,8 milhões de reais, O Tribunal entendeu que os pagamentos do INCRA financiaram a invasão do MLST à Câmara dos Deputados em 2006.